# Lesní Hluboké
Lesní Hluboké (deutsch Hluboky) ist eine Gemeinde in Tschechien. Sie liegt sieben Kilometer südöstlich von Velká Bíteš und gehört zum Okres Brno-venkov.

## Geographie
Lesní Hluboké befindet sich in der Bobravská vrchovina auf einer Kuppe über den Tälern des Přibyslavický potok, Stříbrnický potok und Bílý potok. Das vollständig von Wäldern umgebene Dorf liegt am Rande des Naturparks Údolí Bílého potoka. Nördlich erhebt sich die Zadní Hakna (491 m) und im Süden die Prachová (530 m). Südlich und westlich von Lesní Hluboké führt die Autobahn D1/E 55/E 65 durch den Wald; die nächste Abfahrt 168 Devět křížů befindet sich 800 m westlich des Dorfes. Südlich liegt die Autobahnmeisterei und Polizeiwache Devět křížů.
Nachbarorte sind Radoškov und Ve Žlebě im Norden, Braníškov, Maršov und Lažánky im Nordosten, Javůrecký Mlýn, Maršovský Mlýn, Šmelcovna und Lažánský Mlýn im Osten, Javůrek, Domašov und Rudka im Südosten, Zhořský Dvůr und Zálesná Zhoř im Süden, Ludvíkov im Südwesten, Devět Křížů und Košíkov im Westen sowie Přibyslavice im Nordwesten.

## Geschichte
In einigen Schriften wird die Ersterwähnung von Hluboky auf das Jahr 1095 datiert. Die gesicherte erste schriftliche Erwähnung des Ortes erfolgte im Jahre 1395, als Wenzel IV. in einer Urkunde dem Benediktinerkloster Rajhrad sämtliche Privilegien bestätigte. 1469 eroberte Matthias Corvinus das Gebiet. Er entzog dem Kloster als Vergeltung dafür, dass das Stift Břevnov auf Seiten seines Gegners Georg von Podiebrad die Güter. Zusammen mit Domašov und Ostrovačice wurde Hluboky an die Stadt Brünn. 1499 löste das Kloster das Pfand wieder aus. Um 1600 bestand das Dorf aus 17 Anwesen. 1621 fand Johann Amos Comenius für kurze Zeit in dem Dorf Zuflucht. Nach dem Dreißigjährigen Krieg sind im Hufenregister für Hluboky neun Wirtschaften verzeichnet. In der Umgebung von Hluboky wurde Silber- und Eisenerz gefördert. 1711 wurde am Weißbach der Hluboky-Hammer errichtet, wahrscheinlich anstelle eines älteren Hammerwerkes. 1838 lebten in den 25 Häusern von Hluboky 186 Menschen.
Nach der Aufhebung der Patrimonialherrschaften bildete Hluboky ab 1850 eine Gemeinde im Brünner Bezirk. In den 1870er Jahren erlosch das Hammerwerk. 1887 eröffnete eine einklassige Dorfschule. Im Jahre 1900 kam der Ort zum Bezirk Velké Meziříčí. Seit 1923 wurde der Ort als Hluboké bezeichnet. Er bestand aus 41 Häusern und hatte 206 Einwohner. Im Dorf wurde zu der Zeit 15 Bauernwirtschaften betrieben. Während des Zweiten Weltkrieges agierte in der Gegen die Partisaneneinheit Havran des Generals Vojtěch Boris Luža. Zwischen 1948 und 1960 gehörte das Dorf zum Okres Velká Bíteš. In den 1950er Jahren wurde der Ortsname zur Unterscheidung vom benachbarten Hluboké um das Präfix Lesní erweitert. 1961 kam Lesní Hluboké zum Okres Brno-venkov und wurde zugleich nach Domašov eingemeindet. Anstelle des Gasthauses Devět Křížů entstand 1968 ein Motel. 1972 wurde die Autobahn von Prag über Brünn nach Bratislava in Betrieb genommen. Ende der 1970er Jahre entstand die Autobahnmeisterei. Seit 1990 besteht die Gemeinde Lesní Hluboké wieder. 1994 brach zwischen dem Schloss und der Autobahn ein größerer Waldbrand aus.

## Gemeindegliederung
Für die Gemeinde Lesní Hluboké sind keine Ortsteile ausgewiesen. Zu Lesní Hluboké gehört die Ortslage Devět Křížů (Bei den neun Kreuzen).

## Sehenswürdigkeiten
- barockes Jagdschloss Lesní Hluboké, erbaut 1770
- neoromanische Kapelle der hl. Anna, errichtet in den Jahren 1776 bis 1779 unter Abt Otmar Konrad
- Neun Holzkreuze in Devět Křížů, an dieser Stelle soll im Jahre 1540 ein von seiner Braut versetzter Handelsmann die Hochzeitsgesellschaft seiner Ungetreuen überfallen haben. Als seine Komplizen auch die Braut ermordeten, erschoss der Handelsmann seine Leute und richtete sich dann selbst. Neben der Braut sollen zu beiden Seiten ihre beiden Bräutigame sowie die weiteren sechs Toten des Mordanschlags begraben worden sein. Die Neun Kreuze wurden zuletzt 1985 aus Kiefernholz erneuert.
- Naturpark Údolí Bílého potoka